# 渋谷徳三郎
渋谷 徳三郎（しぶや とくさぶろう、明治3年3月20日（1870年4月20日） - 昭和25年（1950年）10月2日）は、日本の官僚、政治家。東京市の各区長や、仙台市長などを歴任した。
教育行政への造詣が深かったことから、仙台市長時代には「教育市長」、また町村合併や産業振興などから、「仙台中興の祖」とも呼ばれた。

## 経歴

### 生い立ち
宮城県黒川郡大松沢村（現・大郷町）生まれ。渋谷吉三郎の長男。
宮城師範学校（現在の宮城教育大学）を卒業後、宮城県内で教員を務めたのち上京、1906年に日本大学（法科）を卒業した。大学卒業後は文部省に入省、普通学務局第一課長、東京市教育課長職を経て、小石川区（現在の文京区）、麹町区（現在の千代田区）、京橋区（現在の中央区）の、それぞれ区長を歴任した。

### 仙台市長
仙台市では1930年6月、当時の市長・山口龍之助が宮城県土木課長時代の土木疑獄事件の発覚により辞職した。その後の仙台市長選挙に渋谷は立候補、同年8月の市会（市議会）投票で14票を獲得し、13票だった元市長・鹿又武三郎を一票差で下して当選した。しかし、この選挙では山口派と鹿又派が多数派工作のために激しく対立、市会で過半数の支持を獲得できなかった山口は、市長当選後にも困難な市政運営を強いられ、就任後のしばらくは反山口派の妨害によって市役所登庁すらままならなかったほどであった。
仙台市長となった渋谷は、教育行政に手腕を発揮し、1934年、1938年の選挙でも再選された。1936年から1941年までのあいだには、教育機関「仙台市教育研究所」を仙台市役所内に設置、地域独自の子供教育を行うことを目指した。また、在任中に渋谷は、町村合併や工場誘致、ガス事業とバス事業の市営移管に成功した。
1935年（昭和10年）には、仙台市で開催された第10回全国菓子大博覧会の会長を引き受けた。
渋谷市政3期目の末期、市会では渋谷派と反渋谷派の対立が激しくなった。1942年8月、3期目の任期切れが迫ると、市会各派の代表らは、4選に意力をみせていた渋谷に対して、「市会の対立や市長の決選投票は好ましくない」と説得、渋谷は「大仙台建設の継承者を後継にすること」を条件に、再選立候補を断念した。
戦後、公職追放となった。

## 職歴
- 東京市 教育課長 1919年
- 東京市 麹町区長 1922年9月 - 1925年8月[9]
- 東京市 本郷区長 1925年8月 - 1926年12月[9]
- 東京市 京橋区長 1926年12月 - 1929年1月[9]
- 仙台市 市長 1930年8月 - 1942年8月

## その他
1940年（昭和15年）から1941年（昭和16年）までは、仙台ロータリークラブの会長を務めた。当時、同会は第二次世界大戦のために国際ロータリーから脱会させられ、「仙台火曜会」と名を変えて活動を続けていたが、三越仙台支店をその例会場としていた。

## 家族・親族
猪野三郎監修『第十版 大衆人事録』（昭和9年）シ三七頁によれば、
- 妻・百代（千葉県、長谷川斧四郎の妹）
- 嗣子・徳雄

同妻・コウ（秋田県、寺館廣治の長女）
- 二男・文男
- 三男・國雄（田中米治の養子となる）
- 長女・とみこ（宮城県、田中政治の長男米治に嫁す）
- 二女・たか（宮城県、福地久次の長男惣治に嫁す）
- 三女・かつ（宮城県、守屋栄夫の弟守屋和郎に嫁す）- 守屋和郎は元防衛事務次官守屋武昌の叔父である。
- 四女・マサ（岡山県、中川兼雄に嫁す）
- 五女・ミドリ（枢密院議長一木喜徳郎の二男隩二郎に嫁す）
- 六女・つね（兵庫県吉垣藤吉養子壽一郎に嫁す）

## 著作
- 『改正小学校法規要義』宝文館、1907年。
- 『義務教育費国庫負担法精義』宝文館、1918年。
- 『教育行政上の実際問題』敬文館、1922年。